# Comuna Hlîbociok, raionul Jîtomîr, regiunea Jîtomîr
Hlîbociok (în ucraineană Глибочанська сільська рада) este o comună în raionul Jîtomîr, regiunea Jîtomîr, Ucraina, formată din satele Hlîbociok (reședința) și Krutî.

## Demografie
Componența lingvistică a comunei Hlîbociok
     Ucraineană (96,67%)
     Rusă (2,75%)
Conform recensământului din 2001, majoritatea populației comunei Hlîbociok era vorbitoare de ucraineană (96,67%), existând în minoritate și vorbitori de rusă (2,75%).